# Velilla (Valladolid)
Velilla es un municipio y localidad española de la provincia de Valladolid, en la comunidad autónoma de Castilla y León. El término municipal tiene una población de 113 habitantes (INE 2024).

## Historia
A mediados del siglo XIX, el lugar tenía contabilizada una población de 215 habitantes. Aparece descrito en el decimoquinto volumen del Diccionario geográfico-estadístico-histórico de España y sus posesiones de Ultramar de Pascual Madoz de la siguiente manera:

VELILLA: l. con ayunt. en la prov., aud. terr., c. g. y dióc. de Valladolid (5 leg.), part. jud. de La Mota del Marqués (3). sit. en la falda de un cerro, con buena ventilacion y clima sano: tiene 70 casas, en una calle, por la que corre un pequeño arroyo; escuela de instruccion primaria, pagada de los fondos públicos; una igl. parr. dependiente de la vicaria de Tordesillas; fuera de la pobl. hay una fuente de buenas aguas, con su pila: confina el térm. con los de Matilla de los Caños, Tordesillas, Berceruelo, Velliza y Villavieja: el terreno es abundante en manantiales, fértil y de buena calidad. caminos: los locales y la carretera de Asturias á Madrid. correo: se recibe y despacha en Tordesillas. prod.: cereales, legumbres, vino y pastos, con los que se mantiene ganado vacuno para la agricultura, única ind. que se ejerce. pobl.: 54 vec., 215 alm. cap. prod.: 1.088,260 rs. imp.: 108,826.
(Madoz, 1849, p. 653)

## Demografía
Cuenta con una población de 113 habitantes (INE 2024).
| Gráfica de evolución demográfica de Velilla entre 1842 y 2021                                                         |
| |
| Población de derecho según los censos de población del INE. Población de hecho según los censos de población del INE. |

| 1900 | 1910 | 1920 | 1930 | 1940 | 1950 | 1960 | 1970 | 1981 | 1991 |
| 376  | 361  | 339  | 341  | 354  | 322  | 287  | 245  | 183  | 130  |

| 151                        | 161 | 155 | 138 | 114 | 114 |
| (Fuente: [cita requerida]) |     |     |     |     |     |